# Franchino Rusca
Franchino Rusca (* 30. März 1786 in Bioggio; † 29. Juni 1854 ebenda, heimatberechtigt in Lugano und Bioggio) war ein Schweizer Offizier, Politiker und Tessiner Staatsrat.

## Biografie
Franchino Rusca war Sohn von Bernardo, eines Offiziers in österreichischen Diensten, und seiner Frau Angela Torriani. Er heiratete Caterina Pedrotti. Er studierte Mathematik und Rechtswissenschaft an der Universität Pavia um eine militärische Karriere einzuschlagen. Im Jahr 1803 trat er in die Garde von Eugène de Beauharnais, Vizekönig von Italien, ein, von 1807 bis 1813 stand er als Hauptmann des 2. Schweizer Regiments im Dienste Napoleons und nahm v. a. am Krieg in Spanien und am Russlandfeldzug 1812 teil.
1812 verwundet, kehrte er in die Schweiz zurück und wurde 1813 zum Ritter der Ehrenlegion ernannt. Im Jahr 1818 wurde er zum Inspektor und Generalinstrukteur der Tessiner Truppen ernannt. Er war auch Generalstabsoffizier von 1818 bis 1854 und eidgenössischer Oberst (1831). Er war Direktor der Tessiner Post von 1836 bis 1848 und von 1848 bis 1854 Mitglied des Staatsrats. Er befehligte während des Sonderbunds eine der beiden Tessiner Brigaden. Überdies war er Mitarbeiter des Blattes Osservatore del Ceresio.